# NEC Red Rockets 2013-2014
Questa voce raccoglie le informazioni riguardanti le NEC Red Rockets nella stagione 2013-2014.

## Stagione
La stagione 2013-2014 è la trentacinquesima in V.Premier League per le NEC Red Rockets. In uscita si registrano quattro giocatrici, tra le quali l'ex nazionale Sachiko Sugiyama, ritiratasi, e la turca Yeliz Askan; mentre in entrata sono sei i volti nuovi, tra i quali la croata Hana Čutura, integrati a gennaio da altri due arrivi ed uno a febbraio.
Il campionato si apre con cinque sconfitte consecutive. La squadra cambia passo nelle ultime due gare del primo turno di regular season, vincendo contro le Toyota Queenseis e le JT Marvelous. Il secondo round vede le NEC Red Rockets raccogliere tre vittorie e quattro sconfitte. Mentre complessivamente negli ultimi due turni arrivano sette vittorie ed altrettante sconfitte. Con un totale di dodici vittorie la squadra resta fuori dai play-off, ma riesce a centrare la salvezza diretta grazie alla differenza set, classificandosi al quinto posto.
In Coppa dell'Imperatrice le NEC Red Rockets si spingono fino in semifinale, cedendo alle future campionesse delle Hisamitsu Springs; al Torneo Kurowashiki invece la strada si interrompe ai quarti di finale, ancora una volta contro le vincitrici del torneo, questa volta le Toyota Queenseis.

## Organigramma societario
Area direttiva
- Presidente: Takumi Iwasaki
- Direttore generale: Takashi Nakamura

Area tecnica
- Allenatore: Akinori Yamada
- Assistente allenatore: Satoru Omura, Yu Takahashi, Mikami Akiramigi
- Preparatore atletico: Maki Takemura

## Rosa
| N° | Nome             | Ruolo | Data di nascita  | Nazionalità sportiva |
| -- | ---------------- | ----- | ---------------- | -------------------- |
| 1  | Miki Yahata      | S     | 30 luglio 1990   | Giappone             |
| 3  | Yumiko Tsuzuki   | S     | 11 maggio 1983   | Giappone             |
| 4  | Akiko Uchida     | S     | 30 novembre 1985 | Giappone             |
| 5  | Makoto Matsuura  | P     | 9 settembre 1986 | Giappone             |
| 6  | Akari Oumi       | S     | 10 novembre 1989 | Giappone             |
| 7  | Miyuki Akiyama   | P     | 27 agosto 1984   | Giappone             |
| 8  | Haruyo Shimamura | C     | 4 marzo 1992     | Giappone             |
| 9  | Risa Shiragaki   | S     | 30 luglio 1991   | Giappone             |
| 10 | Sayaka Iwasaki   | L     | 18 luglio 1990   | Giappone             |
| 11 | Miho Watanabe    | P     | 8 gennaio 1989   | Giappone             |
| 12 | Saori Kaneko     | S     | 9 maggio 1992    | Giappone             |
| 13 | Kana Ōno         | C     | 30 giugno 1992   | Giappone             |
| 14 | Miku Torigoe     | L     | 16 ottobre 1992  | Giappone             |
| 15 | Mika Matsuzaki   | C     | 13 dicembre 1990 | Giappone             |
| 16 | Kaori Ueno       | C     | 6 gennaio 1995   | Giappone             |
| 17 | Ayana Oyama      | S     | 13 luglio 1994   | Giappone             |
| 18 | Hana Čutura      | S     | 10 marzo 1988    | Croazia              |
| 19 | Naoko Yataka     | C     | 2 dicembre 1991  | Giappone             |
| 21 | Mizuki Yanagita  | S     | 26 marzo 1996    | Giappone             |
| -  | Nami Sagawa      | S/O   | 1º agosto 1995   | Giappone             |

## Mercato
| Acquisti | Acquisti        | Acquisti                 | Acquisti   |
| R.       | Nome            | da                       | Modalità   |
| -------- | --------------- | ------------------------ | ---------- |
| S        | Yumiko Tsuzuki  | Club Ehime               | definitivo |
| L        | Sayaka Iwasaki  | Panasonic Energy         | definitivo |
| C        | Mika Matsuzaki  | Ryukoku University       | definitivo |
| C        | Kaori Ueno      | Bunkyo Gakuin University | definitivo |
| S        | Ayana Oyama     | Liceo Sapporo Yamanote   | definitivo |
| S        | Hana Čutura     | Münster                  | definitivo |
| C        | Naoko Yataka    | Tōkai Daigaku            | definitivo |
| S        | Mizuki Yanagita | Liceo Bunkyo Gakuin      | definitivo |
| S/O      | Nami Sagawa     | Liceo Kyoei Gakuen       | definitivo |

| Cessioni | Cessioni         | Cessioni          | Cessioni   |
| R.       | Nome             | a                 | Modalità   |
| -------- | ---------------- | ----------------- | ---------- |
| C        | Sachiko Sugiyama | -                 | ritirata   |
| S/O      | Yeliz Askan      | Hyundai Hillstate | definitivo |
| L        | Nami Takiguchi   | ?                 | ?          |
| C        | Cho Shion        | -                 | ritirata   |

## Risultati

### V.Premier League

#### Regular season

##### 1º turno
| 1ª giornata - 30 novembre 2013 ?, ? | Okayama Seagulls  | 3 - 1 | NEC Red Rockets  | 24-26, 25-22, 25-22, 25-16       |
| 2ª giornata - 1º dicembre 2013 ?, ? | NEC Red Rockets   | 1 - 3 | Hitachi Rivale   | 25-22, 17-25, 20-25, 23-25       |
| 3ª giornata - 7 dicembre 2013 ?, ?  | Toray Arrows      | 3 - 2 | NEC Red Rockets  | 24-26, 25-21, 19-25, 26-24, 15-5 |
| 4ª giornata - 8 dicembre 2013 ?, ?  | Hisamitsu Springs | 3 - 2 | NEC Red Rockets  | 17-25, 20-25, 25-17, 25-23, 15-8 |
| 5ª giornata - 21 novembre 2013 ?, ? | Pioneer Red Wings | 3 - 0 | NEC Red Rockets  | 25-18, 25-22, 25-23              |
| 6ª giornata - 22 dicembre 2013 ?, ? | NEC Red Rockets   | 3 - 0 | Toyota Queenseis | 25-18, 25-23, 25-21              |
| 7ª giornata - 11 gennaio 2014 ?, ?  | JT Marvelous      | 2 - 3 | NEC Red Rockets  | 18-25, 29-27, 18-25, 26-24, 9-15 |

##### 2º turno
| 8ª giornata - 12 gennaio 2014 ?, ?   | Hisamitsu Springs | 3 - 2 | NEC Red Rockets   | 25-14, 22-25, 21-25, 25-15, 15-11 |
| 9ª giornata - 18 gennaio 2014 ?, ?   | NEC Red Rockets   | 3 - 1 | Okayama Seagulls  | 18-25, 25-19, 25-23, 25-23        |
| 10ª giornata - 19 gennaio 2014 ?, ?  | NEC Red Rockets   | 0 - 3 | Toyota Queenseis  | 18-25, 20-25, 21-25               |
| 11ª giornata - 25 gennaio 2014 ?, ?  | NEC Red Rockets   | 2 - 3 | Toray Arrows      | 17-25, 26-24, 20-25, 25-18, 10-15 |
| 12ª giornata - 26 gennaio 2014 ?, ?  | NEC Red Rockets   | 3 - 0 | Pioneer Red Wings | 25-19, 25-20, 25-17               |
| 13ª giornata - 1º febbraio 2014 ?, ? | NEC Red Rockets   | 3 - 1 | JT Marvelous      | 25-13, 23-25, 25-23, 25-21        |
| 14ª giornata - 2 febbraio 2014 ?, ?  | NEC Red Rockets   | 2 - 3 | Hitachi Rivale    | 25-20, 25-22, 19-25, 21-25, 13-15 |

##### 3º turno
| 15ª giornata - 8 febbraio 2014 ?, ?  | Hisamitsu Springs    | 3 - 0 | Red Rockets Kawasaki | 25-22, 25-14, 25-22               |
| 16ª giornata - 9 febbraio 2014 ?, ?  | Pioneer Red Wings    | 0 - 3 | Red Rockets Kawasaki | 26-28, 17-25, 19-25               |
| 17ª giornata - 15 febbraio 2014 ?, ? | Queenseis Kariya     | 1 - 3 | Red Rockets Kawasaki | 25-16, 31-33, 23-25, 22-25        |
| 18ª giornata - 16 febbraio 2014 ?, ? | Toray Arrows         | 3 - 1 | Red Rockets Kawasaki | 25-20, 20-25, 25-16, 25-23        |
| 19ª giornata - 22 febbraio 2014 ?, ? | Red Rockets Kawasaki | 3 - 2 | Hitachi Rivale       | 25-19, 26-24, 16-25, 22-25, 15-11 |
| 20ª giornata - 23 febbraio 2014 ?, ? | Red Rockets Kawasaki | 3 - 0 | Okayama Seagulls     | 26-24, 30-28, 25-17               |
| 21ª giornata - 1º marzo 2014 ?, ?    | Red Rockets Kawasaki | 1 - 3 | JT Marvelous         | 20-25, 29-27, 22-25, 14-25        |

##### 4º turno
| 22ª giornata - 2 marzo 2014 ?, ?  | NEC Red Rockets   | 3 - 0 | Pioneer Red Wings | 25-16, 25-22, 25-19              |
| 23ª giornata - 8 marzo 2014 ?, ?  | Hisamitsu Springs | 3 - 1 | NEC Red Rockets   | 25-11, 18-25, 25-23, 25-23       |
| 24ª giornata - 9 marzo 2014 ?, ?  | NEC Red Rockets   | 3 - 1 | Toyota Queenseis  | 25-11, 18-25, 25-23, 25-23       |
| 25ª giornata - 15 marzo 2014 ?, ? | NEC Red Rockets   | 1 - 3 | JT Marvelous      | 25-27, 25-17, 26-28, 17-25       |
| 26ª giornata - 16 marzo 2014 ?, ? | Toray Arrows      | 3 - 1 | NEC Red Rockets   | 25-20, 25-13, 21-25, 25-21       |
| 27ª giornata - 21 marzo 2014 ?, ? | NEC Red Rockets   | 2 - 3 | Hitachi Rivale    | 25-22, 25-19, 23-25, 16-25, 8-15 |
| 28ª giornata - 22 marzo 2014 ?, ? | Okayama Seagulls  | 1 - 3 | NEC Red Rockets   | 25-19, 16-25, 22-25, 20-25       |

### Coppa dell'Imperatrice

#### Fase ad eliminazione diretta
| Secondo turno - 12 dicembre 2013 Tokyo Metropolitan Gymnasium, Tokyo    | NEC Red Rockets   | 3 - 0 | Ryukoku University | 25-22, 28-26, 25-14 |
| Quarti di finale - 13 dicembre 2013 Tokyo Metropolitan Gymnasium, Tokyo | Toyota Queenseis  | 0 - 3 | NEC Red Rockets    | 20-25, 16-25, 11-25 |
| Semifinale - 14 dicembre 2013 Tokyo Metropolitan Gymnasium, Tokyo       | Hisamitsu Springs | 3 - 0 | NEC Red Rockets    | 25-20, 25-17, 27-25 |

### Torneo Kurowashiki

#### Fase ad gironi
| Gara ? - ? maggio 2014 ?, ? | NEC Red Rockets | 2 - 3 | Hitachi Rivale |  |
| Gara ? - ? maggio 2014 ?, ? | NEC Red Rockets | 3 - 0 | PFU BlueCats   |  |
| Gara ? - ? maggio 2014 ?, ? | NEC Red Rockets | 3 - 0 | Higashi Kyushu |  |

#### Fase ad eliminazione diretta
| Quarti di finale - 4 maggio 2014 Osaka Prefectural Gymnasium, Osaka | Toyota Queenseis | 3 - 0 | NEC Red Rockets | 25-19, 25-23, 25-19 |

## Statistiche

### Statistiche di squadra
| Competizione           | Punti | In casa | In casa | In casa | In trasferta | In trasferta | In trasferta | Campo neutro | Campo neutro | Campo neutro | Totale | Totale | Totale |
| Competizione           | Punti | G       | V       | P       | G            | V            | P            | G            | V            | P            | G      | V      | P      |
| ---------------------- | ----- | ------- | ------- | ------- | ------------ | ------------ | ------------ | ------------ | ------------ | ------------ | ------ | ------ | ------ |
| V.Premier League       | 24    | ?       | ?       | ?       | ?            | ?            | ?            | ?            | ?            | ?            | 28     | 12     | 16     |
| Coppa dell'Imperatrice | -     | -       | -       | -       | -            | -            | -            | 3            | 2            | 1            | 3      | 2      | 1      |
| Torneo Kurowashiki     | -     | -       | -       | -       | -            | -            | -            | 4            | 2            | 2            | 4      | 2      | 2      |
| Totale                 | -     | ?       | ?       | ?       | ?            | ?            | ?            | 7            | 4            | 3            | 35     | 16     | 19     |

G = partite giocate; V = partite vinte; P = partite perse

### Statistiche dei giocatori
| M. Akiyama   | 8  | 3   | 2   | 0  | 1  | Statistiche assenti | Statistiche assenti | Statistiche assenti |
| H. Čutura    | 26 | 220 | 172 | 43 | 5  | Statistiche assenti | Statistiche assenti | Statistiche assenti |
| M. Yahata    | 26 | 43  | 40  | 2  | 1  | Statistiche assenti | Statistiche assenti | Statistiche assenti |
| S. Iwasaki   | 10 | 0   | 0   | 0  | 0  | Statistiche assenti | Statistiche assenti | Statistiche assenti |
| S. Kaneko    | 24 | 2   | 0   | 0  | 2  | Statistiche assenti | Statistiche assenti | Statistiche assenti |
| M. Matsuura  | 28 | 46  | 16  | 23 | 7  | Statistiche assenti | Statistiche assenti | Statistiche assenti |
| M. Matsuzaki | ?  | ?   | ?   | ?  | ?  | Statistiche assenti | Statistiche assenti | Statistiche assenti |
| N. Sagawa    | -  | -   | -   | -  | -  | Statistiche assenti | Statistiche assenti | Statistiche assenti |
| K. Ōno       | 28 | 215 | 158 | 42 | 15 | Statistiche assenti | Statistiche assenti | Statistiche assenti |
| A. Oumi      | 26 | 245 | 199 | 36 | 10 | Statistiche assenti | Statistiche assenti | Statistiche assenti |
| A. Oyama     | 17 | 1   | 1   | 0  | 0  | Statistiche assenti | Statistiche assenti | Statistiche assenti |
| H. Shimamura | 28 | 392 | 325 | 50 | 17 | Statistiche assenti | Statistiche assenti | Statistiche assenti |
| R. Shiragaki | 28 | 207 | 170 | 23 | 14 | Statistiche assenti | Statistiche assenti | Statistiche assenti |
| M. Torigoe   | 28 | 0   | 0   | 0  | 0  | Statistiche assenti | Statistiche assenti | Statistiche assenti |
| Y. Tsuzuki   | 28 | 279 | 237 | 26 | 16 | Statistiche assenti | Statistiche assenti | Statistiche assenti |
| A. Uchida    | 28 | 206 | 187 | 7  | 12 | Statistiche assenti | Statistiche assenti | Statistiche assenti |
| K. Ueno      | 14 | 0   | 0   | 0  | 0  | Statistiche assenti | Statistiche assenti | Statistiche assenti |
| M. Watanabe  | 26 | 1   | 1   | 0  | 0  | Statistiche assenti | Statistiche assenti | Statistiche assenti |
| M. Yanagita  | 1  | 0   | 0   | 0  | 0  | Statistiche assenti | Statistiche assenti | Statistiche assenti |
| N. Yataka    | 13 | 27  | 20  | 4  | 3  | Statistiche assenti | Statistiche assenti | Statistiche assenti |

P = presenze; PT = punti totali; AV = attacchi vincenti; MV = muri vincenti; BV = battute vincenti